# Richard Adler (Komponist)
Richard Adler (* 3. August 1921 in New York; † 21. Juni 2012 in Southampton, New York) war ein US-amerikanischer Komponist und Liedtexter.

## Leben
Richard Adlers Musikalität wurde ihm von seinem Vater, der Konzertpianist war, in die Wiege gelegt. Ursprünglich strebte er jedoch keine musikalische Karriere an; er wollte Schriftsteller werden. Nachdem er sein Studium an der University of North Carolina at Chapel Hill abgeschlossen hatte, betätigte er sich als Werbetexter.
Wegweisend für Richard Adlers Karriere war die Bekanntschaft und spätere Freundschaft mit dem drei Jahre jüngeren Jerry Ross sowie dem Komponisten und Verleger Frank Loesser. Letzterer erkannte, welche Talente in den beiden jungen Männern schlummerten und förderte sie, so gut er konnte. Fortan komponierten und texteten Ross und Adler gemeinsam. Im Jahr 1953 landeten sie mit dem Song Rags to Riches ihren ersten großen Hit. Den ganz großen Durchbruch aber erzielte das Komponisten- und Autorengespann 1954 mit seinem ersten Musical The Pajama Game, das in seiner ersten Spielzeit am Broadway auf 1063 Vorstellungen kam und gleich mehrere Tony Awards einheimste. Das Stück lief immer noch erfolgreich, als Ross und Adler ihren sensationellen Erfolg bereits ein Jahr später mit ihrem zweiten Musical Damn Yankees, das 1022 Vorstellungen erreichte, wiederholen konnten. Damit endete aber schon beider Zusammenarbeit, denn Ross erkrankte schwer und starb am 11. November 1955 im Alter von 29 Jahren an einer Lungenentzündung.
Nach dem Tod seines Partners schrieb Adler viele Melodien und Texte für Musicals, die ausschließlich im amerikanischen Fernsehen zu sehen waren. Doch im Oktober 1961 kehrte er mit Kwamina an den Broadway zurück. In der Geschichte des Musicals war es das erste Mal, dass eine Liebesgeschichte zwischen einem dunkelhäutigen Mann und einer weißen Frau auf die Bühne kam. Der große Erfolg blieb dem Werk aber versagt. Es wurde deutlich, dass Adler ohne Ross nicht die Leistung erbringen konnte, die man von ihm erwartet hatte.
1984 wurde Richard Adler in die Songwriters Hall of Fame aufgenommen. Von 1958 bis 1966 war er mit der britischen Schauspielerin Sally Ann Howes verheiratet.